# Spinoncaea ivlevi
Spinoncaea ivlevi is een eenoogkreeftjessoort uit de familie van de Oncaeidae. De wetenschappelijke naam van de soort is voor het eerst geldig gepubliceerd in 1966 door A. Shmeleva. Oorspronkelijk werd ze in het geslacht Oncaea geplaatst. Ruth Böttger-Schnack verplaatste de soort in 2003 naar het nieuwe geslacht Spinoncaea, samen met twee nieuwe soorten, Spinoncaea humesi en Spinoncaea tenuis. Deze drie soorten komen voor in de Rode Zee en S. ivlevi is ook aangetroffen in de Golf van Aden, de oostelijke Middellandse Zee, de Adriatische Zee, de Indische Oceaan en de Stille Oceaan.